# Theodor Hoppe
Theodor Hoppe (4. listopadu 1831 Vídeň – 22. ledna 1897 Vídeň) byl rakouský architekt.

## Život
Theodor Hoppe byl synem renomovaného architekta Antona Hoppera (1780–1859). Hoppe v letech 1846–1853 navštěvoval Technickou univerzitu a v letech 1853–1855 Akademii výtvarného umění ve Vídni. Jeho učiteli byli Edvard van der Nüll (1812–1868) a August Sicardsburg (1813–1868). V roce 1860 získal stavební licenci a převzal podnik svého otce. Byl architektem nájemních domů, paláců a továren ve Vídni. V roce 1889 byl jmenován c.k. stavebním radou.
V roce 1863 se oženil s Pauline Pranterovou, neteří architekta Karla Prantera (1788–1868), z manželského svazku vzešlo pět dětí. Synové Paul (1869–1933) a Emil (1876–1957) byli také úspěšní architekti a stavitelé. Theodor Hoppe zemřel ve věku 66 let a je pohřben v rodinné hrobce v Mödlingu, Dolní Rakousy.

### Dílo
Ve své práci používal barokních forem. V Mödlingu si postavil vlastní vilu a rodinnou hrobku.
- 1865–1866 palác Erlanger, Argentinierstraße 33, Vídeň 4
- 1867 nájemní dům, Landstraßer Hauptstraße 68, Vídeň 3 (adaptace)
- 1874 rekonstrukce paláce Colloredo, Waaggasse 4, Vídeň 4 (výstavba a rekonstrukce uličního traktu)
- 1854 autor dřevěného kolotoče (Volksprater, Vídeň 2, 1945 shořel)
- 1873 Perlmooser cementárna v Lilienfeld, Dolní Rakousy (spolu s Heinrichem Försterem), v roce 1928 byl provoz cementárny ukončen.